# Tierra
Tierra is een Spaanse film uit 1996, geregisseerd door Julio Medem.

## Verhaal
De film speelt zich af in een klein stadje waarvan de wijnindustrie wordt geplaagd door larven in de bodem. Ángel is een insectenbestrijder die onlangs is vrijgelaten uit een psychiatrisch ziekenhuis. Hij arriveert om het ongedierte aan te pakken en krijgt contact met twee vrouwen.

## Rolverdeling
| Acteur         | Personage        |
| -------------- | ---------------- |
| Carmelo Gómez  | Ángel Bengoelxeo |
| Emma Suárez    | Ángela           |
| Karra Elejalde | Patricio         |
| Silke          | Mari             |
| Nancho Novo    | Alberto          |

## Ontvangst

### Prijzen en nominaties
Een selectie:
| Jaar | Prijs                          | Categorie                | Genomineerde                      | Resultaat   |
| ---- | ------------------------------ | ------------------------ | --------------------------------- | ----------- |
| 1997 | Premios Goya (11de uitreiking) | Beste regisseur          | Julio Medem                       | Genomineerd |
| 1997 | Premios Goya (11de uitreiking) | Beste debuterend actrice | Silke                             | Genomineerd |
| 1997 | Premios Goya (11de uitreiking) | Beste speciale effecten  | Reyes Abades, Ignacio Sanz Pastor | Gewonnen    |
| 1997 | Premios Goya (11de uitreiking) | Beste filmmuziek         | Alberto Iglesias                  | Gewonnen    |